# Râul Rovina
Râul Rovina este un curs de apă, afluent al râului Holod. 

## Hărți
- Harta munții Apuseni